# Castello di Vecchiano
Il castello di Vecchiano si trova nell'omonima cittadina in provincia di Pisa.

## Storia
La menzione più antica del castello si trova in uno statuto del vescovo di Pisa Daiberto che chiede misure urgenti di difesa del territorio ad alcune famiglie (fare) dei longobardi pisani tra cui gli Orlandi e i Gaetani (o Caetani) nel 1092. Potrebbe essere però di origine più antica, forse bizantina, già feudo dei vichingo-normanni Pagano Ebriaci (o Embriaci) da Vecchiano o Verchionesi, secondo alcune ricerche.
Le origini documentate del castello risalgono al 1120, allorché Guido di Ungarello, della famiglia pisana dei San Casciano, donò all'arcivescovo di Pisa, Azzone II, «suam portionem integram de castello, podio di Velano (Vecchiano)». Della chiesa si conserva un documento del 1134, con cui il figlio di Ugo I di Pagano, Pietro da Parlascio, lascia in eredità ai suoi nipoti (figli del fratello Ugo II, detto l'Eburiaco), la «ecclesiam de Velano, cui vocabulum est Sante Marie».
Tra il 1276 ed il 1397 il possesso del castello passò alla famiglia pisana dei Lanfranchi dei Chiccoli, osteggiata da papa Bonifacio VIII e legata all'antipapa Niccolò V mentre la chiesa del castello figura dipendenza della Pieve di Rigoli e Corliano. Nell'ottobre 1397 il castello è preso ai Lanfranchi da Giovanni Colonna al comando di mille cavalieri e 170 lancieri lucchesi.
Nel 1405 Gabriele Maria Visconti, figlio di Gian Galeazzo Visconti, lo vendette al comune di Firenze dopo che il padre lo aveva comprato dagli Appiani nel 1399, in quanto parte del territorio della Repubblica di Pisa. Situato a difesa del ponte sul fiume Serchio, lungo la frontiera con il territorio lucchese, venne riconquistato dai Gaetani, Conti di Terriccio e d'Oriseo, con l'aiuto dei milanesi e degli aragonesi nell'ottobre 1436 a cui venne nuovamente sottratto dai fiorentini e dagli angioini il 1º maggio 1437.
Il testamento di Galeazzo Visconti dell'8 settembre 1473 (calendario pisano), rogato da "ser Jacopo di Giorgio Bonaparte da S.Miniato al Tedesco", dispone del patronato a favore dei patrizi pisani Bocca Gaetani, che mantennero il possesso del castello fino al 1595, per poi passare successivamente in eredità a Pietro di Niccolao della Seta ed infine a Cosimo Agostini Venerosi della Seta nel 1801. In base al contratto del 24 settembre 1579, rogato da ser Alessandro Monticelli, i feudatari del castello avevano il benefizio o "posta" su diversi appezzamenti di terreno ed alcuni immobili per una superficie totale "di staiora 198, pertiche 2 e braccia 23" delle comunità di Vecchiano e Nodica in cambio del "canone annuo di staia 13 di grano nitido e mercantile e per lire toscane 9 a contanti", come conferma l'atto rogato dal notaio ser Giovan Batta Citti del 14 dicembre 1715, conservato nell'archivio storico della famiglia Agostini Venerosi della Seta. Entrato il territorio pisano a fare parte del Granducato di Toscana, il castello perse la sua importanza militare dalla fine del XVI secolo mentre la chiesa ebbe una sempre maggiore affluenza di fedeli per la festa della Natività di Maria dell'8 settembre, divenendo luogo di preghiera di eremiti.
Leonardo da Vinci raffigura e indica la chiesa di Santa Maria in Castello nella carta RLW 12683 e la menziona nel Codice Atlantico (f. 305r) come punto di riferimento nella Valle del Serchio, sulla riva destra del fiume, sopra uno sperone roccioso sovrastante Vecchiano.
Nel 1810 le seguenti famiglie vecchianesi erano tenute al pagamento del benefizio o "posta" a favore del pievano dell'eremo per l'uso dei fondi enfiteutici del castello: Baraglia, Bartalini, Becagli, Bianchi, Bianchini, Grossi, Magagna, Pardella, Possenti, Prato, Puccetti e Sbragia. L'ultimo rettore che abitò l'eremo fu Cesare Del Chiocca di Rigoli nel 1858. La chiesa venne restaurata dai danni causati nel 1944-45 dal passaggio della linea Gotica durante la seconda guerra mondiale su iniziativa del pievano Gino Barzacchini e di un comitato cittadino e, successivamente, dal Gruppo Archeologico Vecchianese nel 1991.
Il castello e la chiesa di S.Maria, divenuta santuario durante il Giubileo del 2000, sono oggi proprietà della famiglia Agostini, discendente delle famiglie pisane dei Gaetani, dei Lanfranchi, degli Orlandi, dei Bocca e dei della Seta, mentre l'uso liturgico continua ad essere riservato al pievano di Vecchiano, Renato Melani.
Ogni anno vi si svolgeva (ultima edizione nel 2017) il "Premio internazionale di poesia, narrativa e saggistica " S. Maria in Castello - Città di Vecchiano".